# Хронологія ірано-ізраїльського протистояння (2020)
Нижче наведено список подій під час ізраїльсько-іранської гібридної війни за 2020 рік.

## Січень
- 9—10 січня — літаки, які, ймовірно, належать Ізраїлю, знищили 8 бойовиків з проіранського іракського ополчення «Бригади Імама Алі[ru]», атакувавши їхні склади зброї разом з іншими вантажівками, що перевозили зброю для ліванської «Хезболли», на околицях Аль-Букама[1][2].

## Лютий
- 6 лютого — ізраїльські військові літаки випустили ракети неподалік Дамаску, Сирія. Були атаковані позиції армії та підтримувані Іраном ополченці, внаслідок чого загинули 15 бойовиків, серед них п'ять сирійців та щонайменше троє іранців[3].
- 13 лютого — ізраїльтяни завдали ударів по іранських складах між міжнародним аеропортом Дамаска та районом Сайїда Зайнаб. Знищено 7 бойовиків, серед них 4 члени Революційної гвардії Ірану[4].
- 24 лютого — ізраїльські військові літаки знищили 6 бойовиків неподалік міжнародного аеропорту Дамаска, зокрема бойовиків, яких підтримує Іран[5].

## Березень
- 5 березня — ізраїльські нальоти були спрямовані проти військових авіабаз Аль-Кусейр та Шайрат, штаб-квартири «Хезболли» біля нафтопереробного заводу у Хомсі та Тулул аль-Хумур у мухафазі Кунейтра[6].
- 7 березня — надійшло повідомлення про те, що днем раніше в районі Сайїда Зайнаб у Дамаску вбито командира КВІР Фархада Дабіріана[7].

## Квітень
- 18 квітня — 2 ізраїльські авіаудари завдано по командиру «Хезболли» Мустафі Мугнії в Дждейді Ябус, неподалік сирійсько-ліванського кордону[8].
- 20 квітня внаслідок удару в Пальмірі загинули 9 бойовиків, які підтримували Іран[9].
- 27 квітня внаслідок ізраїльських авіаударів, завданих з повітряного простору Лівану за іранськими силами в ель-Худжайрі та аль-Адлії, на південь від Дамаска, загинули 4 бойовики та 3 «мирні» мешканці[10].

## Травень
- 5 травня — 14 іранських та іракських ополченців вбито внаслідок ізраїльських авіаударів по позиціях іранських сил і підтримуваних Іраном ополченців у пустелях Аль-Курія, Аль-Саліхія та Аль-Маядін у східній сільській місцевості Дейр-Ез-Зора після нападу на склади в районі Ас-Сафіра, південно-східна як схід від Алеппо. Іранського командира Абу аль-Фадла Сарлака вбито в Ханасірі[11].
- 16 травня — агентство SOHR повідомило, що 7 підтримуваних Іраном ополченців убито внаслідок атаки невідомих військових літаків на військову базу в Муейзілі поблизу Аль-Букамаля[12].

## Червень
- 4 червня — ізраїльські військові літаки завдали ударів по оборонних заводах, що належать КВІР, неподалік Масіафа, внаслідок чого, за даними SOHR, убито 9 бойовиків[13][14].
- 6 червня — завдано 8 авіаударів по базі проіранських сил у сільській місцевості провінції Дейр-Ез-Зор[15].
- 27 червня — невідомі військові літаки знищили щонайменше 6 проіранських бойовиків поблизу Аль-Аббаса, мухафаза Дейр-Ез-Зор[16].

## Листопад
- 27 листопада — у місті Абсард, неподалік від Тегерана було вбито керівника проекту «Амад» — Мохсена Фахрізаде. Агенти "Моссаду" планували вбивство протягом 14 років. Атака сталася, коли конвой Фахрізаде уповільнив швидкість перед «лежачим поліцейським». Стрілець-оператор, перебуваючи за 1,5 км від місця подій, випустив 15 куль, точно вразивши Фахрізаде. Використання нейромереж з програмою розпізнавання осіб забезпечило високу точність влучення[17][18].